# Cornwallite
La cornwallite è un minerale.